# Les Anges bleus
Les Anges bleus est la trente-sixième histoire de la série Les Aventures de Buck Danny de Jean-Michel Charlier et Victor Hubinon. Elle est publiée pour la première fois dans le journal Spirou du no 1607 au no 1627. Puis est publiée sous forme d'album en 1970.

## Résumé
De grandes fêtes aériennes vont se dérouler à Karachi, pour le 15ème anniversaire de la Pakistan Air Force.
Les principales forces aériennes du monde y envoient leurs "teams" acrobatiques nationaux… non sans arrière-pensée : le pays dont les pilotes se montreront les meilleurs décrochera quasi sûrement un important marché de fourniture de matériel aéronautique. Sur place, on reconnaît deux des plus fameux pilotes de la Patrouille de France : Tanguy et Laverdure. Les Russes eux, chose rare, sont représentés par une redoutable équipe féminine. Les États-Unis ont envoyé les Blue Angels, menés par Buck Danny.
Cependant un puissant groupe industriel, dirigé par un certain Cobb, visait alors à s'assurer le marché aéronautique pakistanais. Ayant estimé avoir éliminé le risque de la concurrence soviétique, ce groupe redoute à présent que les prestations de la patrouille de la marine américaine ne ruinent ses espoirs. Pour contrer cette menace, il fait appel au plus impitoyable adversaire de Buck Danny : la mystérieuse Lady X (que tout le monde croit morte). Demeurant dans l'ombre, elle va passer à l'action en menant un plan d'une audace inouïe. Un attentat lors de leur escale à Ankara fait deux victimes au sein des Blue Angels. Pour les remplacer, Buck fait venir en hâte deux avions et un nouveau pilote solo : Mulligan. Horriblement brûlé lors d'un accident (au cours de la Guerre de Corée), ce dernier porte en permanence un masque de cuir sur le visage. Lors de son premier test, l'avion biplace de Buck et de Mulligan prend feu. Mulligan parvient à s'éjecter mais le siège de Buck (saboté) ne répond pas. Buck Danny arrive néanmoins à poser l'appareil de justesse avant l'explosion. Tous sont encore loin de soupçonner l'activité sournoise entreprise par Lady X.
Va-t-elle parvenir à ses fins : mettre en échec la patrouille des Blue Angels et, une fois encore, se venger de Buck et de ses amis ?...

## Contexte historique
Les Blue Angels est le nom de la patrouille acrobatique de la Marine américaine (Navy Flight Demonstration Squadron) créée en 1946. Les chasseurs Grumman F11F-1 Tiger ont été utilisés par cette patrouille de 1957 à 1968.
L'épisode est publié (dans Spirou) au premier semestre 1969 ; le scenario a donc été ébauché au cours de l'année 1968, une vingtaine d'années après l'institution de la Royal Pakistan Air Force (14 août 1947). Soit environ cinq ans après ce "quinzième anniversaire" évoqué comme la trame de base de l'histoire. Les premières idées de scénario se situent donc probablement vers 1962-63.
Dans le récit, en raison de l'accident subi par la patrouille à Ankara les Blue Angels s'apprêtent à déclarer forfait (ce qui ne ressemble pas vraiment au tempérament de Buck Danny), et le Pentagone envisage une solution de substitution : leur remplacement par une autre patrouille acrobatique militaire américaine : celle des Skyblazers (orthographiés Sky Blazers) de l'US Air Force.

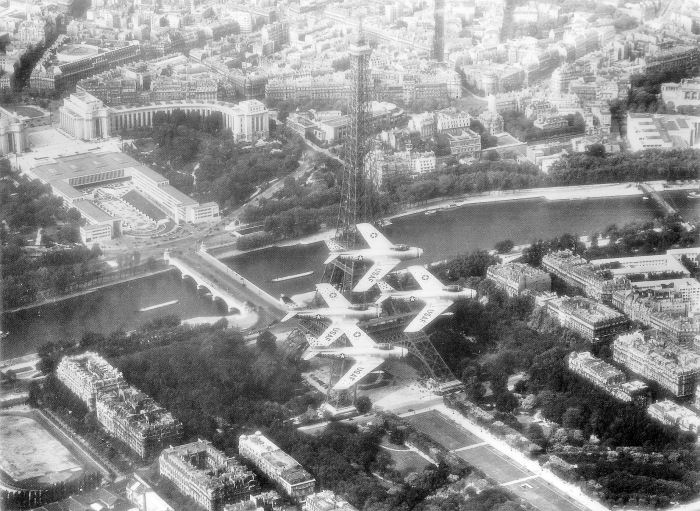
Les Skyblazers à Paris en 1955

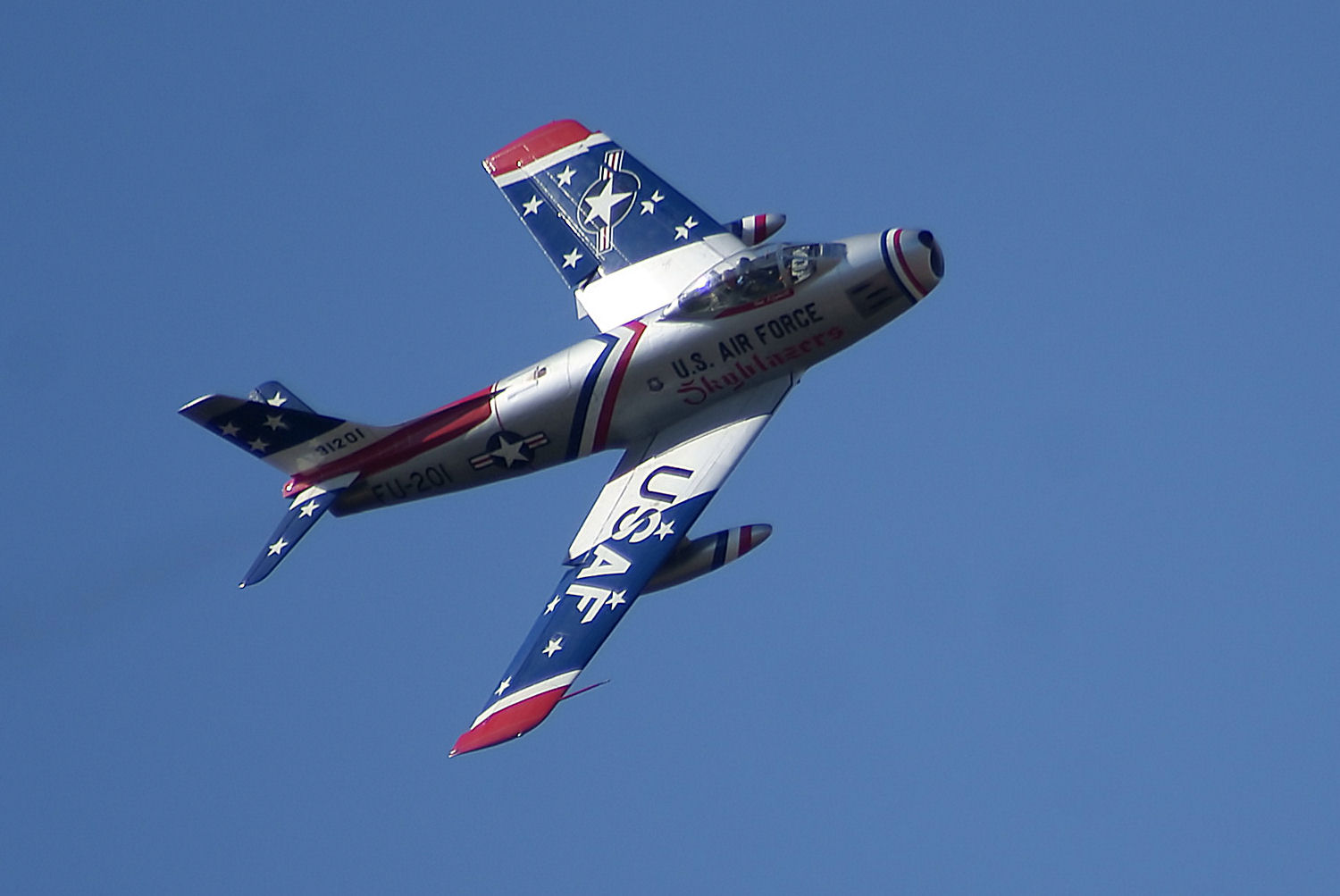
Un F-86 des Skyblazers

Or cette formation (de l'USAFE) n'a été active que de 1949 à 1962. Elle n'était donc plus d'actualité lors de la publication de l'épisode (1969), mais l'était probablement encore lors de ses toutes premières ébauches (1962).